# Ailton Krenak
Ailton Alves Lacerda Krenak OMC (Mantena, 29 de setembro de 1953) é um líder indígena, ambientalista, filósofo, poeta, escritor brasileiro da etnia indígena krenaque e Imortal da Academia Brasileira de Letras. Ailton é também professor honoris causa pela Universidade Federal de Juiz de Fora (UFJF) e é considerado uma das maiores lideranças do movimento indígena brasileiro, possuindo reconhecimento internacional.

## Biografia
Nasceu em 1953, no município de Itabirinha, no estado de Minas Gerais, na região do Médio Rio Doce. Aos dezessete anos de idade, mudou-se com sua família para o estado do Paraná, onde se alfabetizou e se tornou produtor gráfico e jornalista. Na década de 1980, passou a dedicar-se exclusivamente ao movimento indígena. Em 1985, fundou a organização não governamental Núcleo de Cultura Indígena, que visa a promover a cultura indígena. Teve emenda popular assegurando sua participação no Congresso Nacional do Brasil para o processo constituinte em 1986.
Participou da Assembleia Nacional Constituinte que elaborou a Constituição Brasileira de 1988, na qual protagonizou uma das cenas mais marcantes da mesma: em discurso na tribuna, pintou o rosto com a tinta preta do jenipapo, segundo o tradicional costume indígena brasileiro, para protestar contra o que considerava um retrocesso na luta pelos direitos dos povos indígenas brasileiros.

Em 1988, participou da fundação da União dos Povos Indígenas, organização que visa a representar os interesses indígenas dentro do cenário nacional. No ano seguinte, participou da Aliança dos Povos da Floresta, movimento que visava ao estabelecimento de reservas naturais na Amazônia onde fosse possível a subsistência econômica através da extração do látex da seringueira, bem como da coleta de outros produtos da floresta. Retornou a Minas Gerais, onde passou a se dedicar ao Núcleo de Cultura Indígena. Desde 1998, a organização realiza, na região da Serra do Cipó, em Minas Gerais, um festival idealizado por Ailton: o Festival de Dança e Cultura Indígena, que visa a promover a integração entre as diferentes etnias indígenas brasileiras. Em 1999, sua obra O Eterno Retorno do Encontro foi publicado no livro A Outra Margem do Ocidente, organizado por Adauto Novaes.
Nos anos de 2007 e 2008 Ailton concedeu entrevista para o Museu da Pessoa, quando compartilhou em detalhes memórias sobre a sua infância junto aos seus parentes e sobre as sucessivas migrações que passaram com o processo de invasão e ocupação do território por eles habitado, por empreendedores, madeireiras, serrarias, colonos, criadores de gado, entre outros. Na entrevista disse que no período da infância naquela terra "a gente estava tão pleno de vida, que tudo quanto injeção que a gente pegou da vida ali, potencializou pra gente viver em qualquer lugar do mundo".
No ano de 2014, Ailton foi um dos palestrantes do seminário internacional intitulado Os Mil Nomes de Gaia, ocorrido no Rio de Janeiro sob organização de Eduardo Viveiros de Castro, antropólogo do Museu Nacional, e Deborah Danowski, filósofa da PUC-Rio. Em abril de 2015, durante a Mobilização Nacional Indígena, convocada pela Articulação dos Povos Indígenas do Brasil – Apib, foi lançado um livro da coleção Encontros, da Azougue Editorial, com seu nome que reúne diversas entrevistas concedidas por Ailton Krenak, entre 1984 e 2013. Os textos foram organizados pelo editor Sérgio Cohn e contam com apresentação do antropólogo Eduardo Viveiros de Castro.
No dia 18 de fevereiro de 2016, a Universidade Federal de Juiz de Fora (UFJF) concedeu, a Krenak, o título de Professor Doutor Honoris Causa, um reconhecimento pela sua importância na luta pelos direitos dos povos indígenas e pelas causas ambientais no país. Nesta mesma universidade, Krenak leciona as disciplinas "Cultura e História dos Povos Indígenas" e "Artes e Ofícios dos Saberes Tradicionais", ambos em cursos de especialização.
Em novembro de 2016, o Instituto Socioambiental (ISA) publicou em sua página oficial na web uma entrevista realizada em setembro do mesmo ano, com Ailton Krenak sobre os impactos no território Krenak ocasionados pela rompimento da barragem do Fundão, da mineradora Samarco/BHP Billiton, da Vale em Bento Rodrigues, distrito de Mariana (MG), o maior crime socioambiental já registrado no Brasil, ocorrido em novembro de 2015. Na entrevista, Krenak defende que o ocorrido é melhor entendido não como um acidente, mas, sim, um incidente. Em sua palavra: "Não foi um acidente. Quando eu ouço perguntarem sobre ‘o acidente’ de Mariana, eu reajo dizendo que não foi um acidente. Foi um incidente, no sentido da omissão e da negligência do sistema de licenciamento, supervisão, controle, renovação das licenças, autorização de exploração". Muitos indígenas foram afetados pelo desastre, uma vez que o Rio Doce é utilizado para pesca por indígenas e o leste mineiro, por onde corre o Rio Doce, abriga tribos indígenas.
Sobre o modo capitalista de exploração dos recursos naturais, em especial, do rio Doce, tomando o caso em Mariana como discussão, Ailton Krenak expõe que tem dificuldade de falar sem se indignar. De acordo com ele, ainda em fala concedida ao ISA, em 2016: "Watu, que é como nós chamamos aquele rio, é uma entidade; tem personalidade. Ele não é um ‘recurso’ [...] O rio está em coma. De certa maneira, essa prontidão que as pessoas estão vivendo na margem do rio agora deixa elas no mesmo estado simbólico de coma em que o corpo do rio está. Eu vejo isso como uma coisa tão assustadora, que tenho dificuldade de falar no Watu sem me revoltar". A entrevista completa realizada com Krenak faz parte do livro Povos Indígenas no Brasil 2011-2015, publicado pelo ISA. Nele, Krenak fala sobre a luta pelo reconhecimento de terras indígenas em Minas Gerais, a política dos "brancos" para o Brasil, e ataques aos direitos dos índios.
Foi assessor especial do Governo de Minas Gerais para assuntos indígenas de 2003 a 2010. Atualmente se encontra na Serra do Cipó (MG), onde está envolvido na ONG Núcleo de Cultura Indígena. Realiza trabalhos na linha da temática indígena, aborda questões sobre a relação do índio com o meio ambiente, bem como com sua cultura local, lutando contra a sua discriminação pela sociedade. Realiza um trabalho sobre a sistematização dos primeiros contatos dos indígenas com os europeus e sua relação com a contemporaneidade, sendo um balanço entre passado e presente. Nessa lógica, o balanço se dá pelo fato, de que nos dias atuais, há expedições desconhecidas que ocupam determinados locais habitados por índios, sem se preocupar com o próximo.[carece de fontes?]

Ailton Krenak participou de uma série na Netflix chamada Guerras do Brasil produzida em 2018, que relata com detalhes a formação do Brasil ao longo de séculos de conflito armado, começando com os primeiros conquistadores até a violência na atualidade.

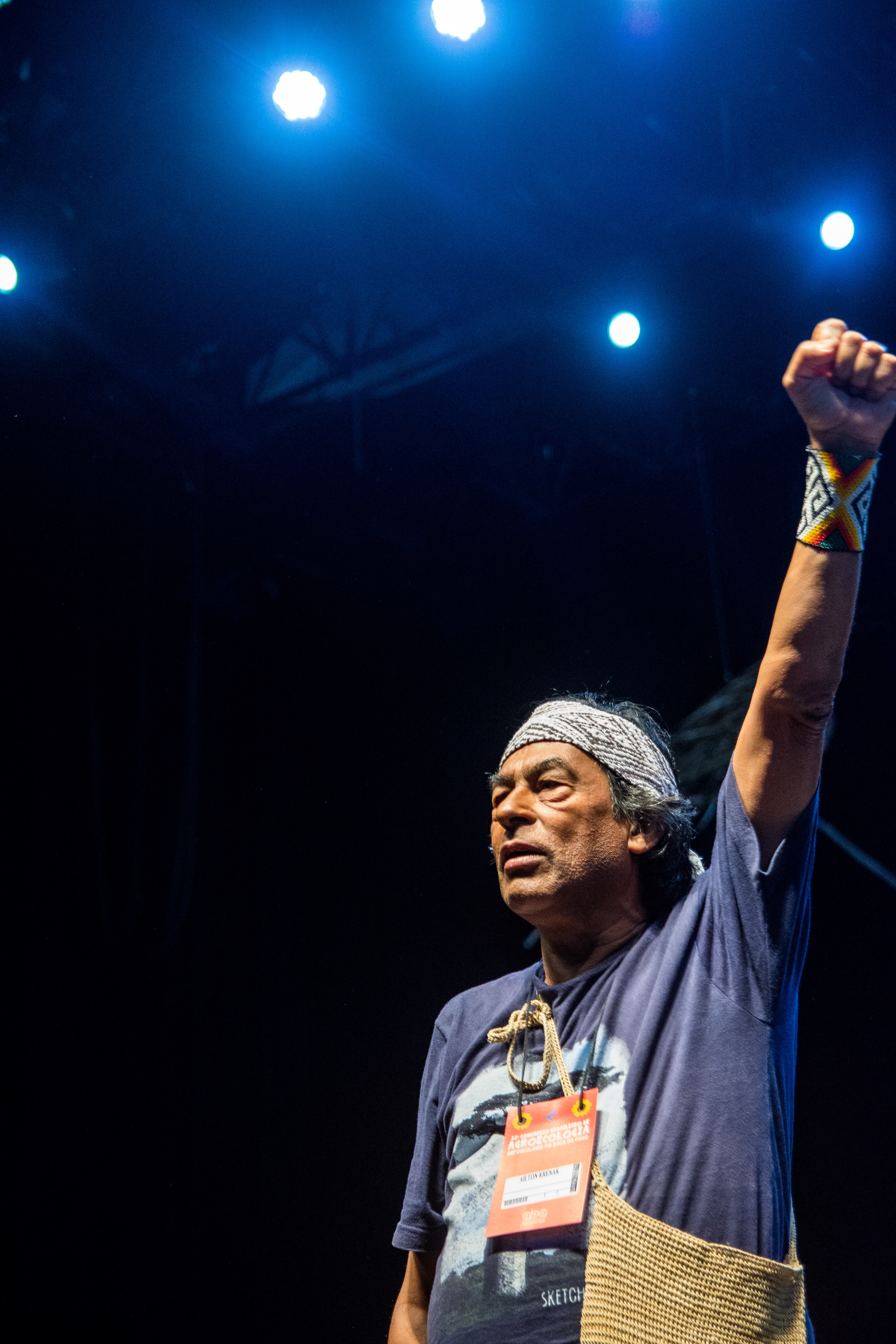
Krenak no 12º Congresso Brasileiro de Agroecologia, novembro de 2023

Em 2000 protagonizou o documentário Índios no Brasil produzido pela TV Escola que, dividido em dez partes, aborda a identidade, línguas, costumes, tradições, a colonização e o contato com o branco, a briga pela terra, a integração com a natureza e os direitos conquistados dos indígenas até fins do século XX. Sendo o narrador principal, Ailton Krenak dialoga constantemente com o interlocutor no decorrer do documentário.
Em 2021, lançou o livro Ideias para Adiar o Fim do Mundo, uma das obras mais vendidas das livrarias brasileiras, com versões lançadas em inglês, francês e alemão.
Em março de 2023 assumiu a cadeira 24 da Academia Mineira de Letras, tornando-se o primeiro indígena a ingressar na instituição.
Em 5 de outubro de 2023 foi eleito para a cadeira de número 5 da Academia Brasileira de Letras, sucedendo José Murilo de Carvalho e tornando-se o primeiro imortal de origem indígena.

## Crenças e filosofia
Ailton Krenak é renomado pela sua defesa dos direitos indígenas e ativismo no movimento socioambiental, ele fundamenta suas crenças e filosofias na interação com o momento presente e nas experiências compartilhadas com as pessoas ao seu redor. Em suas próprias palavras faz uma denúncia a construção do Brasil em cima de cemitérios indígenas, ressaltando o conflito entre concepções diferentes de civilização e do deslocamento do ser humano da natureza.
Krenak destaca a importância do recolhimento e do silêncio como oportunidades para reflexão, especialmente contra uma crise global: a pandemia do Coronavírus. Ele acredita que esta tragédia evidencia as falhas da sociedade contemporânea que prioriza interesses corporativos em detrimento da conexão com a terra. Para ele, essa corporativização da vida não só desumaniza alguém considerado "inútil" (ou não produtivo o suficiente) também tira a individualidade das culturas diversas e tira a criatividade dos indivíduos.

## Prêmios e reconhecimentos
- 2016: Professor Honoris Causa pela Universidade Federal de Juiz de Fora.
- 2020: Prêmio Juca Pato de Intelectual do Ano, oferecido pela União Brasileira de Escritores.[27][2]
- 2021: Título de Doutor Honoris Causa concedido pela UnB- Universidade de Brasília.
- 2022: Prêmios de Impacto do Prince Claus.[28]
- 2024: Toma posse da cadeira de número 5 na ABL (Academia Brasileira de Letras),[29] após vitória por 23 votos. Assumindo a vaga deixada por José Murilo de Carvalho.
- 2025: A Assembleia Legislativa do Estado do Rio de Janeiro (Alerj) aprovou a concessão da Medalha Tiradentes, projeto da deputada estadual Dani Monteiro (PSOL-RJ).[30]

## Obras
Filmografia:
Participação no documentário Guerras do Brasil
Participação no TEDTalks: Life, Always: Aílton Krenak at TEDxVilaMadá
Participação no documentário Kopenawa: Sonhar a Terra-Floresta
Publicações:
- O lugar onde a terra descansa, 2000.[34]
- Ailton Krenak (Encontros). Organização de Sergio Cohn. Rio de Janeiro: Azougue, 2015[13]
- Ideias para Adiar o Fim do Mundo. São Paulo: Companhia das Letras, 2019.[35]
- O Amanhã Não está à Venda. São Paulo: Companhia das Letras, 2020.[36]
- A Vida Não é Útil. São Paulo: Companhia das Letras, 2020.[37][38]Livros de Ailton Krenak publicados pela Companhia das Letras.
- Firmando o pé no território, 2020.[39]

Livros de Ailton Krenak publicados pela Companhia das Letras.

- Lugares de Origem, com Yussef Campos. Editora Jandaíra, 2021[40][41]
- O Sistema e o Antissistema: Três Ensaios, Três Mundos no Mesmo Mundo, 2021.[42]
- Futuro Ancestral. São Paulo: Companhia das Letras, 2022.[43]
- Kuján e os Meninos Sabidos. São Paulo: Companhia das Letrinhas, 2024.[44]